# Krajský hejtman

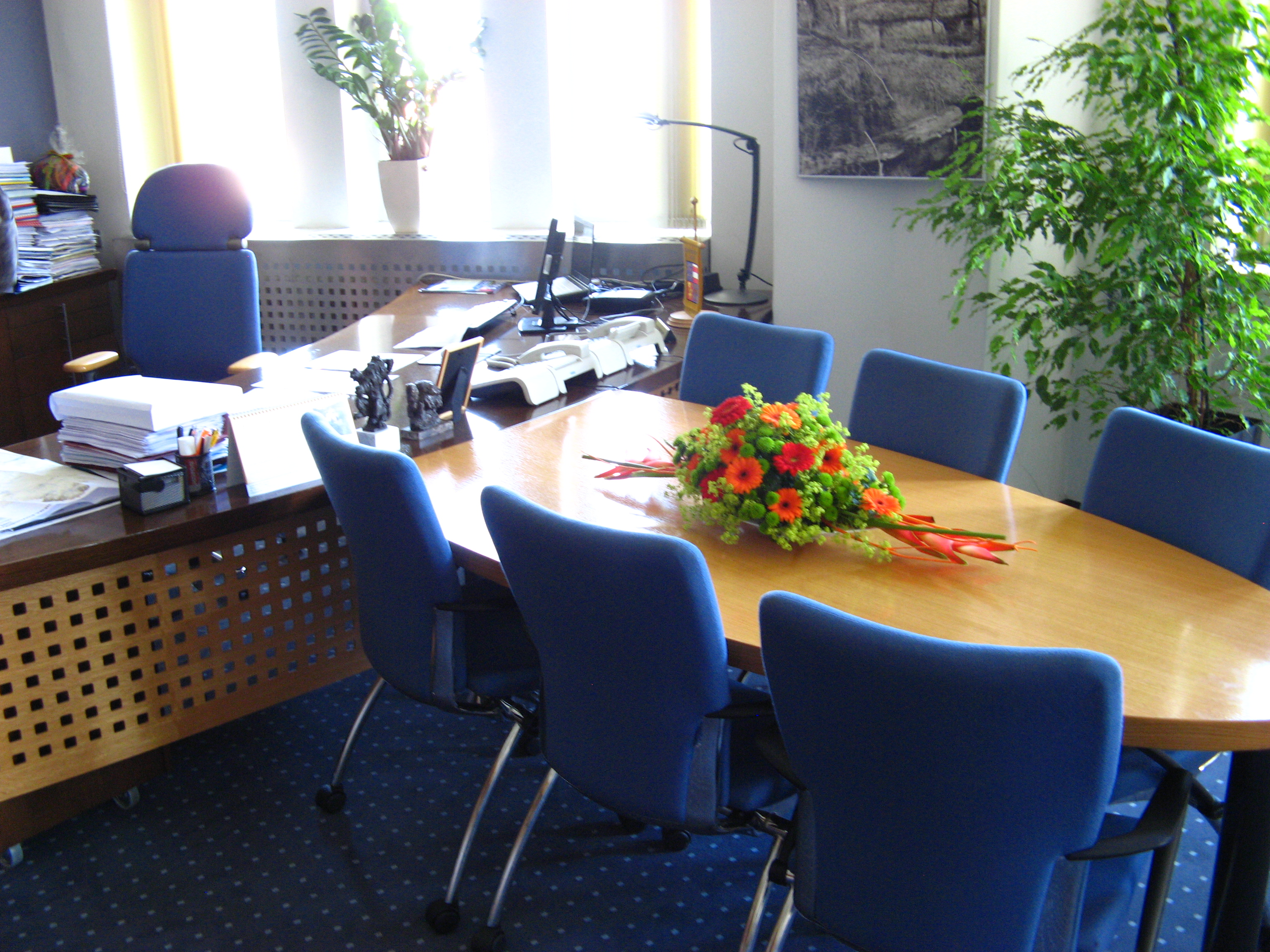
Kancelář hejtmana Jihomoravského kraje (rok 2010)

Hejtman (z německého Hauptmann, doslova hlavní muž) je v některých státech či oblastech funkce osoby stojící v čele kraje, země nebo obdobného regionu, a to někde jako úředník státní správy, jinde jako funkcionář samosprávného územního celku.

## Historie krajských hejtmanů v českých zemích
Od 16. století do roku 1918 byli zemští hejtmani stálí zástupci panovníka v čele českých zemí (s výjimkou Čech, kde byl zemský hejtman jmenován jen krátkodobě při nepřítomnosti krále v zemi) a od zavedení okresního zřízení v roce 1849 až do roku 1945 stáli v čele okresů okresní hejtmani. Krajští hejtmani mají starší historii. Poprvé byli v Čechách zvoleni roku 1434 krajskými sněmy (tzv. sněmíky). České kraje se utvářely už od konce 13. století přes instituci poprávců, až hejtmani ale představovali jejich trvalé představitele. V každém kraji byli voleni po dvou, jeden z panského stavu, druhý z rytířského. Rozhodovat měli společně, ledaže bylo nebezpečí z prodlení. Po roce 1528 už šlo o královský úřad, protože byli jmenováni králem, ale stále z řad v daném kraji usedlé šlechty. Starali se o veřejný pořádek, dohlíželi na hrdelní soudnictví a kvalitu mince, podíleli se na výběru berní a veleli krajské vojenské hotovosti. Na Moravě byl odlišný vývoj, kraje zde vznikly především za účelem obrany před tureckým nebezpečím, proto zde byli hejtmani voleni jen v případě ohrožení (od roku 1637 byl v každém kraji jmenován jen jeden). Podobně tomu bylo i ve Slezsku.
Krajští hejtmani byli původně pokládáni především za reprezentanty stavů, ale po reformě v roce 1751 začal proces jejich postátňování, tehdy i v Čechách už byl v jmenován vždy jen jeden hejtman pro každý kraj. Předtím sídlili na svých panstvích, správu kraje řídili odtud a kancelářské síly si platili sami ze svých prostředků. Nyní bylo za jejich sídlo ve všech rakouských zemích určeno krajské město a byly pro ně také vydávány instrukce, jak mají působit ve veřejné i berní správě a ve vojenství. Stát jim rovněž začal vyplácet služné. Přesto byli ještě jmenováni z řad šlechty, až po josefínských reformách se z nich stali profesionální byrokraté a také všechny sekretáře, protokolisty, kancelisty a další zaměstnance krajských úřadů už platil stát. Krajští hejtmani se tehdy stali významnými rozhodujícími orgány. Podléhali sice kontrole zemských gubernií, ale sami kromě vlastních pravomocí např. kontrolovali orgány městské a patrimoniální správy, přičemž tento systém se v podstatě udržel až do zániku krajů v polovině 19. století.

## Hejtmani krajů v Česku
V České republice byla funkce hejtmana zavedena od roku 2000 se zřízením čtrnácti krajů jakožto vyšších územně-samosprávných celků. V čele jednoho z krajů, Hlavního města Prahy, stojí primátor města.
Hejtmana volí ze svých řad do svého čela zastupitelstvo kraje, tomu také hejtman za výkon své funkce odpovídá. Hejtman zastupuje kraj navenek. Pro úkony, které vyžadují schválení zastupitelstvem či radou, musí mít jejich pověření. Povinnosti a pravomoci hejtmana jsou dány zejména zákonem číslo 129/2000 Sb., o krajích.
Od roku 2000 do roku 2008 byla většina hejtmanských pozic obsazena členy ODS a v několika krajích KDU-ČSL, v roce 2008 byli do pozic všech 13 hejtmanů zvoleni členové ČSSD.
Po volbách v roce 2012 ČSSD i přes ztráty obhájila většinu hejtmanských křesel a zůstalo jí 11 hejtmanů mimo kraje Ústeckého, který získala KSČM a Libereckého, kde zvítězili Starostové pro Liberecký kraj.
Volby do zastupitelstev krajů 2016 byly prvními, kdy většinu hejtmanských postů neovládla jedna strana: pět hejtmanů získala ČSSD, pět hejtmanů hnutí ANO a po jednom KDU-ČSL, STAN (prostřednictvím spolupracujícího hnutí SLK) a KSČM.
Po volbách v roce 2020 stanuli v čele krajů: čtyři hejtmani za ODS, čtyři hejtmani za STAN (jeden jako člen KOA, jeden jako člen spolupracujícího hnutí SLK), tři hejtmani hnutí ANO a po jednom za ČSSD (kandidoval pod značkou 3PK) a KDU-ČSL. Roku 2022 přišla ODS o post hejtmana v Plzeňském kraji, kde se hejtmanem stal politik České pirátské strany.
Po volbách v roce 2024 stanulo v čele krajů osm hejtmanů za hnutí ANO a po jednom hejtmanovi získala uskupení SLK, SOCDEM, ODS, STAN a KDU-ČSL.

## Hejtmani krajů v Estonsku
Za hejtmany se v českém kontextu označují rovněž nejvyšší představitelé estonských krajů. Hejtman (estonsky maavanem) je v tomto případě představitelem státní správy v kraji a do své funkce je jmenován estonskou vládou.

## Hejtmani krajů ve Švédsku
Za hejtmany se v českém kontextu někdy označují rovněž nejvyšší představitelé švédských krajů. Hejtman (švédsky landshövding) je v tomto případě představitelem státní správy v kraji a do své funkce je jmenován švédskou vládou.